# P.K. Subban
Pernell Karl Subban, detto P.K. (Toronto, 13 maggio 1989), è un ex hockeista su ghiaccio canadese, che gioca nel ruolo di difensore per i New Jersey Devils, formazione della National Hockey League.

## Carriera
Nel 2010 inizia a giocare in NHL con la squadra Montreal Canadiens. Dopo 6 stagioni passa ai Nashville Predators: nella prima stagione raggiunge la finale della Stanley Cup persa contro i Pittsburgh Penguins (2-4), mentre successivamente resta altre 2 stagioni a Nashville, riuscendo sempre a raggiungere i playoff. Nel 2019 passa ai New Jersey Devils.